# Journal des sçavans

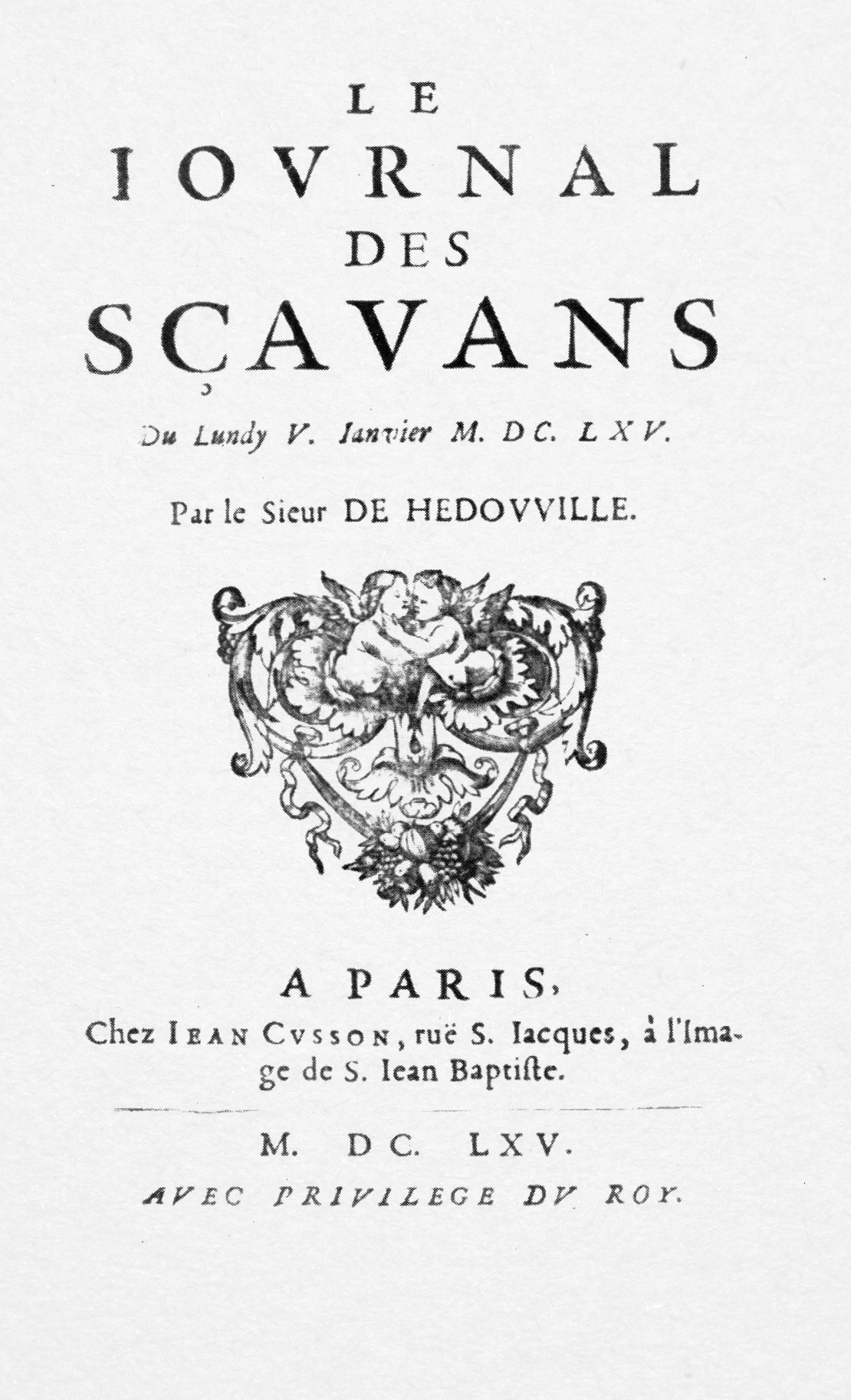
Titelseite der ersten Ausgabe des Journal des sçavans, herausgegeben 1665.

Das Journal des sçavans, gegründet durch Denis de Sallo, war die erste wissenschaftliche Fachzeitschrift, die in Europa publiziert wurde.

## Geschichte
Die erste Ausgabe des Journals erschien am 5. Januar 1665 in Paris und umfasste 12 Seiten. Das Journal wurde damit ein paar Monate vor der ersten Ausgabe der Philosophical Transactions der Royal Society in London herausgegeben, die am 6. März 1665 erschien.
Nach der Französischen Revolution änderte sich der Schwerpunkt des Journals von der Wissenschaft zur Literatur. 1816 wurde das Journal des sçavans in Journal des savants umbenannt.